# 제15회 부천국제애니메이션페스티벌
제15회 부천국제애니메이션페스티벌은 2013년 11월 7일에 열린 시상식이다.

## 수상 및 후보

### 본상-PISAF대상
- 토끼와 사슴 - 피터 바츠 수상

### 본상-심사위원 특별상
- 플러그 앤 플레이 - 마이클 프레이 수상

### 본상-우수상
- 천 개의 등대 - 주용관 수상
- 바람이 분다 - 로버트 로벨 수상

### 본상-온라인 우수상
- 돌멩이 차기 - 쿠보 유타로 수상

### 본상-네티즌 초이스
- 그놈의 피 - 조용익 수상

### 특별상- 한국애니메이션학회장상
- 데이지 아파트 주민들의 일상 - 와카이 마나미 수상

### 특별상- KAPA(사)한국애니메이션제작자협회 Prize
- 육체남녀 - 가부키 사와코 수상

### 특별상- 유광선 상
- 라이언 보이 - 아나 카로 수상
- 파노라마 - 김동철 수상

### 특별상- 유한대학장 상
- 홈 스윗 홈 - 장나리 수상
- 슬리핑 피시 - 유시프 알 할리파 수상

### 특별상- 한국영상대학교 총장상
- 할아버지 - 팀 할아버지 수상
- 건너 편에서 - 이치노리 수상

### 특별상- 경기디지털콘텐츠진흥원 상
- 골든 보이 - Ludovic VERSACE 수상

### 특별상- 농협부천시지부장 상
- 나무의 시간 - 정다희 수상

### 특별상-곰TV상(온라인)
- 그놈의 피 - 조용익 수상

### 학생경쟁부문
- 너와 나 - 사유노 마리엘
- 모노사이클 플라워 - 에이라쿠 타케시샤
- 노인을 위한 택시는 없다 - 파르자드 아자르시나
- 쿵푸러브 - 양 리우위
- 심연 속으로 - 쥴 닐센
- 몬스터 박스 - 고예 뤼드왁
- 해피 타임 Happy Fluffy Time - 토마 카즈시카
- 안녕, 루키 - 이동욱
- 원령 여우 - 히로미 나카무라
- 낡고 새로운 땅 - 사리엘 켈라시
- 지붕 위의 소녀 Hearth - 벨린트 겔리 외 1명
- 나뭇가지 - 크리스 드비토 외 1명
- 망할 저녁 - 스티브 미첼
- 나의 액자 - 김예원
- 푸줏간의 댄서 - 테오 길리테 외 3명
- 흥미진진한 오후 - 이네스 게이져 외 1명
- 미스 토드 - 크리스티나 이
- 재즈문어 - 반자 안드리저빅
- 색채의 정원 - 슌고 스즈키
- 새벽기차 - 델리아 헤스
- 혼자 - 로빈 베르소 외 3명
- 목욕탕 - 김지수
- 레이지 버그 - 정윤희
- D-Day 디-데이 - 박가희 외 5명
- Pig Box 피그박스 - 차오 타웨이
- Azul 아쥘 - 레미 부슨 외 5명
- 오리가미 - 데이비드 파본
- 사이클로이드 - 토모키 쿠로기
- 스틸 아이 브래스 - 이상호
- 베르사이유 파티의 종말 - 모리게인 보이어 외 4명
- 안개 속을 거닐다 - 소피 라신느
- 남자의 자리 - 조종덕
- 사냥 - 사자드 알리
- 에어리 미 - 쿠노 요코
- 카타르시스 - 마린 브룬 외 5명
- 아름다운 소녀가 성에 갇혔다 - 스테파니 크레멘트 외 4명
- 오이스터 - 구 팡유
- 바느질하는 여자 - 우진
- 너무 소중했던, 당신 - 백미영
- 유 노 아이 러브 유 - 이예린
- 반쪽여자친구 - Nicolas de Leval JEZIERSKI

### 온라인경쟁부문
- 팻보이 - 박호택
- 모범병사 - 보리스 켈리 외 4명
- 갓 이스 키딩 - 디마 트레야코브
- 아이언 핸즈 - 레이체 아갈
- 페스트 - 박오롬, 유영현
- Still - 김승희
- 아! - 김소연
- 칠리폭탄 - 필립 롤랑드

### 마스터클래스
- 피부색 꿀 - 융
- 메카닉 애니메이션의 설계 - 카와모리 쇼지

### 트렌드
- 엄마는 미국에서 버팔로 빌을 만났다 - 마크 보렐 외 1명
- 요푸공의 아야 - 마르그리트 아부에
- 까마귀의 날 - 장 크리스토프 드상
- 극장판 쥬로링 동물탐정 - 박우현
- 달팽이 - 진성민
- 리틀위치 - 박성미
- 소파 - 박 민
- 딸꾹질 - 김시진

### 와이드
- 다락방의 토이 스토리 - 이지 바르타 외 1명
- 극장판 요술공주 밍키: 꿈 속의 윤무 - 와타나베 히로시

### 스페셜
- 극장판 천원돌파 그렌라간 : 홍련 편 - 이마이시 히로유키
- 천원돌파 그렌라간 극장판 - 나암편 - 이마이시 히로유키
- 왕립우주군 - 오네아미스의 날개 - 야마가 히로유키